# نايف النوايسة
نايف النوايسة (15 يوليو 1947-) أديب وكاتب أردني مواليد الكرك - المزار الجنوبي.

## حياته
أنهى الثانوية العامة الفرع الأدبي من مدرسة الكرك الثانوية للبنين سنة 1966، وحصل على شهادة البكالوريوس في اللغة العربيّة وآدابها من جامعة مؤتة سنة 1994.
عمل موظفاً في ديوان الخدمة المدنيّة لمدة عشر سنوات، ثم سكرتيراً للتحرير في مجلّتَي «فنون» و«أفكار» اللتين تُصدرهما وزارة الثقافة (1977-1987)، ثم مديراً للعلاقات الثقافيّة والعامة ومديراً للمطبوعات في جامعة مؤتة (1994-2007).
وهو عضو في رابطة الكتّاب الأردنيين، وعضو مؤسس في: المنتدى الثقافي/ إربد، وملتقى الكرك الثقافي، والهيئة العربية للثقافة والتواصل الحضاري (بيت الأنباط)، ومنتدى مؤتة للثقافة والتراث. ويرأس منتدى جماعة درب الحضارات منذ تأسيسه سنة 2001.

## أعماله
- الأدبية:
  - «أبو المكارم»، قصص للأطفال، جمعيّة المزار الجنوبي الخيريّة، الكرك، 1980.
  - «المسافات الظامئة»، قصص قصيرة، دار الينابيع، عمّان، 1993.
  - «خُرمان»، قصص قصيرة، دار الينابيع، عمّان، 1994.
  - «الرياحين»، نص مسرحي، المؤسسة العربية للدراسات والنشر، بيروت، 1996.
  - «حكاية الكلب وردان»، رواية للأطفال، عمّان، 2000.
  - «رحيل الطيّار»، قصص، أمانة عمّان الكبرى، عمّان، 2001.
  - «فلسطين في الشعر الأردني»، دراسة نقديّة، اللجنة الوطنية العليا لإعلان عمّان عاصمة للثقافة العربيّة ودار مجدلاوي، عمّان، 2002.
  - «ذات الودَع»، قصص قصيرة، دار أزمنة، عمّان، 2003.
  - «من دفاتر المساء»، نصوص أدبيّة، دار أزمنة، عمّان، 2007.
  - «وشم الصباح»، قصص قصيرة، أمانة عمّان الكبرى، عمّان، 2007.
  - «نقوش على كفّ الأقحوان»، مقالات، أمانة عمّان الكبرى، عمّان، 2009.
  - «فرج نافذة النهار»، قصص، عمّان، 2011.
- في موضوعات أخرى:
  - «الطفل في الحياة الشعبيّة الأردنيّة»، تراث شعبي، وزارة الثقافة، عمّان، 1997.
  - «معجم أسماء الأدوات واللوازم في التراث العربي»، معجم للمعاني، وزارة الثقافة، عمّان، 2000.
  - «السجل المصوّر للواجهات التراثيّة المعماريّة في الأردن.. قسم الكرك»، تراث معماري، جامعة مؤتة ومؤسسة إعمار الكرك، 2006.
  - «الوطن في المأثور الشفاهي العربي»، تراث شعبي، عمّان، 2006.

## عضويات
- عضو رابطة الكتاب الأردنيين.[2]
- عضو الاتحاد العام للأدباء والكتاب العرب.
- عضو مؤسس لمنتدى اربد الثقافي.
- عضو مؤسس للملتقى الثقافي في الكرك.
- عضو مؤسس لبيت الأنباط (الهيئة العربية للثقافة والتواصل الحضاري).
- رئيس منتدى جماعة درب الحضارات الثقافي.
- ممثل الأردن في مؤتمر الثقافة الشعبية اللبنانية العربية /لبنان1999بمناسبة الإعلان عن بيروت عاصمة للثقافة العربية لعام 1999
- ممثل الأردن في اجتماع خبراء التراث في القاهرة/2005.
- عضو اللجنة الخبراء ل«حكاية جدتي»
- عضو اللجنة العليا لمكنز التراث الشعبي الأردني
- المنسق العام للكرك مدينة الثقافة الأردنية 2009
- عضو لجنة تحكيم في منظمة اليونسكو على مستوى الأردن
- رئيس مجالس التطوير التربوي في مديرية التربية والتعليم للواء المزار الجنوبي لمدة سنتين اعتبارا من سنة 2011
- رئيس منتدى الإبداع الشبابي في الكرك
- أمين سر مؤسسة أسامة المفتي الثقافية والاجتماعية
- عضو في مجلس كلية الآداب بجامعة مؤتة للعام 2013/2014
- رئيس مجالس التطوير التربوي في مديرية تربية المزار الجنوبي لعامي 2010 و2011

## النتاج الثقافي
المطبوع 
- (أبو المكارم)، قصص للأطفال /1980.
- (المسافات الظامئة)، قصص قصيرة /1993.
- (خرمان)، قصص قصيرة، دار الينابيع للنشر والتوزيع وبدعم من وزارة الثقافة / 1994
- (الرياحين)، مسرحية –مأخوذة عن مقامة الرياحين للإمام السيوطي / رابطة الكتاب الأردنيين/1996
- (الأولاد والغرباء)، قصص للفتيان /1996.
- الطفل في الحياة الشعبية الأردنية – دراسة – وزارة الثقافة / 1997 .
- معجم أسماء الأدوات واللوازم في التراث العربي، أصدرته وزارة الثقافة /2000
- (حكاية الكلب وردان)، رواية للأطفال /2000
- (رحيل الطيار) قصص قصيرة /أمانة عمان الكبرى /2001
- السجل المصور للواجهات المعمارية التراثية في الأردن/ قسم الكرك- دراسة- أصدرته جامعة مؤتة / ومؤسسة إعمار الكرك/2002
- الوطن في المأثور الشفاهي العربي - دراسة /2006
- فلسطين في الشعر الأردني – دراسة نقدية- اللجنة العليا لإعلان عمان عاصمة الثقافة العربية / 2002
- (ذات الوداع)، قصص قصيرة، دار أزمنة، وبدعم من وزارة الثقافة / 2003
- (من دفاتر المساء)، نصوص أدبية، بدعم من وزارة الثقافة / 2000
- (وشم الصباح)، قصص قصيرة، منشورات أمانة عمان الكبرى/2007
- (نقوش على كف الاقحوانة) مقالات
- محافظة الكرك، موسوعة الأرض والإنسان ـ دراسة تاريخية ـ جمعية أبناء الجنوب الخيرية، 2011
- فرج نافذة النهار، قصص قصيرة، بدعم من وزارة الثقافة، 2011
- السجل المصور للواجهات المعمارية التراثية في الأردن ـ قسم معان، معان مدينة الثقافة الأردنية لعام 2011، 2011
- (ندهة الستين) نصوص أدبية

## النشاطات الثقافية
- المشاركة في المسيرة المغربية (المسيرة الخضراء) سنة 1975 كان عمره 82 سنة.(28).[2]
- المشاركة في مهرجان المسابقة الخامسة للطلاب العرب الذي أقامته جامعة ناصر العلمية في ليبيا سنة 1993.
- المشاركة في مؤتمر الحركة الأدبية في الأردن سنة 1993، ببحث عن «الوعي السياسي في روايات حسني فريز».
- المشاركة في ملتقى عمان الثقافي الخامس ببحث عن «الشعر في مجلة أفكار».
- المشاركة في مؤتمر الثقافة الشعبية اللبنانية – العربية /1999 ببحث عن «الجذر المشترك للتراث الشعبي العربي / الأمثال الأردنية واللبنانية نموذجا»، ومقابلة في التلفزيون على قناة (المستقبل)
- المشاركة في المؤتمر الثاني للتراث الشعبي والتنمية الذي أقامه المركز الحضاري لعلوم الإنسان والتراث الشعبي في جامعة المنصورة /1999 ببحث عن «تأثيرات التراث على التنمية».
- المشاركة في ملتقى عمان الثقافي الثامن / 1999 ببحث عن«الصناعة التقليدية في الأردن والبعد التنموي».
- المشاركة في المؤتمر العام للاتحاد العام للأدباء والكتاب العرب في بغداد / 2001، بورقة عن «ثقافة الطفل».
- المشاركة في ملتقى عمان الثقافي التاسع /2000/ بورقة عنوانها «سيكولوجيا الأنباط».
- المشاركة المؤتمر الثالث للتراث الشعبي العربي (الهوية والمستقبل) في جامعة المنصورة 2002، بورقة عنوانها «الوطن في المأثور الشفاهي العربي».
- المشاركة في عشرات الأمسيات والندوات والأيام الثقافية في الأردن طوال السنة.
- الكتابة في الصحافة المحلية، وفي المجلات الأردنية والعربية.
- إعداد مسلسل للإذاعة من (13) حلقة عنوانه (أصداء على الدرب) 2004.
- إعداد مسلسل للإذاعة من (30) حلقة عنوانه (يوميات أبو مقبل) 2005.
- أعدّ وقدم برنامج (من التراث الشعبي الأردني) للإذاعة الأردنية خلال أربع دورات.
- اعدّ برنامج «أشياء صغيرة» لإذاعة الأمن العام FM
- إعداد برنامج (رمضان أيام زمان) للإذاعة الأردنية.
- إعداد برنامج (من شرفة الروح) لإذاعة الأمن العام FM.
- المشاركة في فعاليات اليوم العالمي للتراث الذي نظمته إدارة التراث المعنوي بهيئة أبوظبي للثقافة والتراث في أبوظبي في شهر آذار 2009 ببحث عنوانه «التراث الشعبي العربي الخاص بالطفل ودور الصناعات الثقافية في ترويجه». وفي بعض المواقع الإلكترونية المتخصصة.
- المشاركة في مهرجان الجنادرية 27 في السعودية لعام 2012